# Insula Akimiski

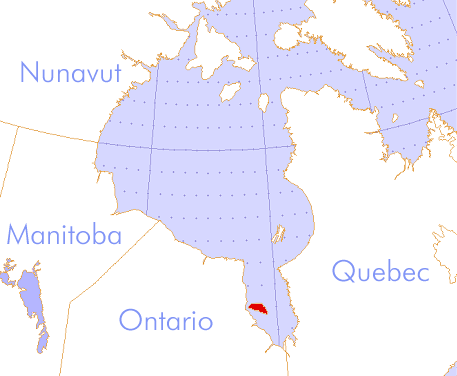
Poziţia insulei Akimiski în golful Hudson

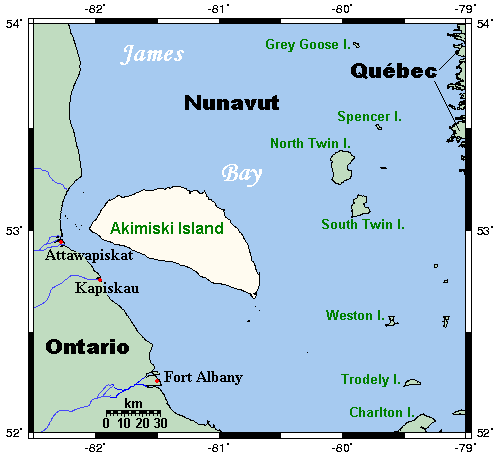
Insula Akimiski şi imprejurimile sale

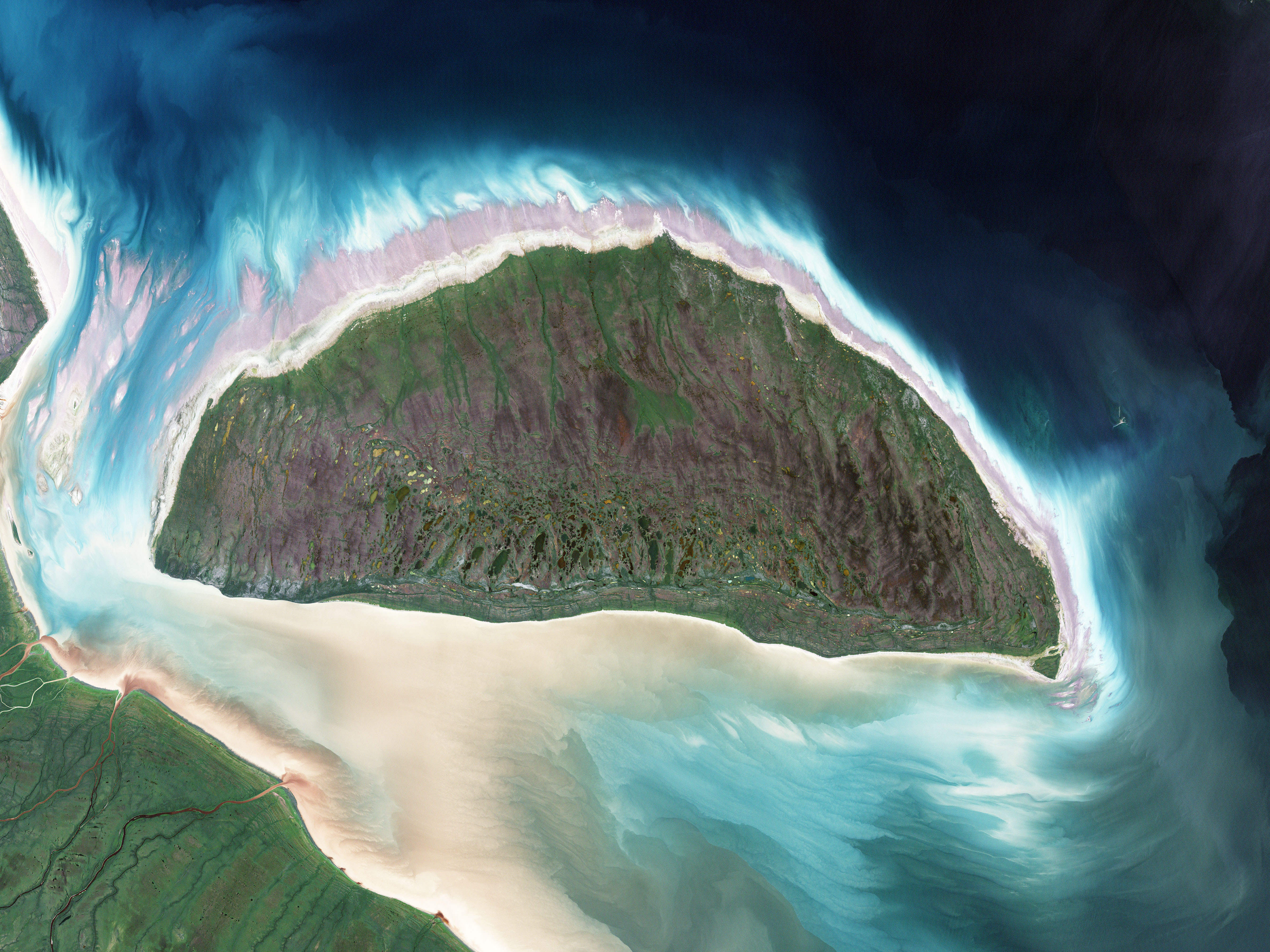
Imagine din satelit a insulei Akimiski

Insula Akimiski este o insulă nelocuită din golful James, extensia sud-estică a golfului Hudson, făcând parte din regiunea Qikiqtaaluk a teritoriului Nunavut, Canada. Cu o suprafață de 3001 km²  ea este cea mai mare insulă din golful James, a 29-a ca mărime din Canada și a 63-a insulă din lume.
Capătul vestic al insulei Akimiski se află la doar 19 km distanță de malul vestic al golfului James.
Deși pe insulă nu există locuitori permanenți, ea face parte din teritoriul tradițional al amerindienilor Cree din actuala rezervație Attawapiskat, care desfășoară acolo ocazional diverse ceremonii.
Insula este joasă, cu o altitudine maximă de 31 m, constând în mare parte din terenuri mlăștinoase. Ea se încadrează în ecoregiunea de taiga din zona de sud a Golfului Hudson. Vegetația este dominată de licheni, mușchi și molizi negri pitici.
Temperatura medie anuală este de 2,5°C, nivelul mediu anual de precipitații sub formă de ploaie este de 450 mm, iar cel de precipitații sub formă de ninsoare de 250 mm
Pârâurile care se varsă în golful James duc cu ele sedimente, dar și nutrienți care ajută la hrănirea peștilor și a altor animale acvatice mici, ceea ce face ca zona insulei Akimiski să fie importantă pentru păsările migratoare. Insula a fost desemnată ca zonă de păsări importantă (Important Bird Area) a Canadei, cod #NU036, iar zona de est a fost declarată Sanctuar (Rezervație) pentru Păsări Migratoare. Aici se găsesc între altele gâște canadiene, gâște polare, sitari semipalmați etc.